# Rickenbach (Zurigo)
Rickenbach (toponimo tedesco) è un comune svizzero di 2 701 abitanti del Canton Zurigo, nel distretto di Winterthur.

## Storia
Nel 1934 la località di Sulz, fino ad allora frazione di Dinhard, è stata assegnata a Rickenbach.

## Monumenti e luoghi d'interesse

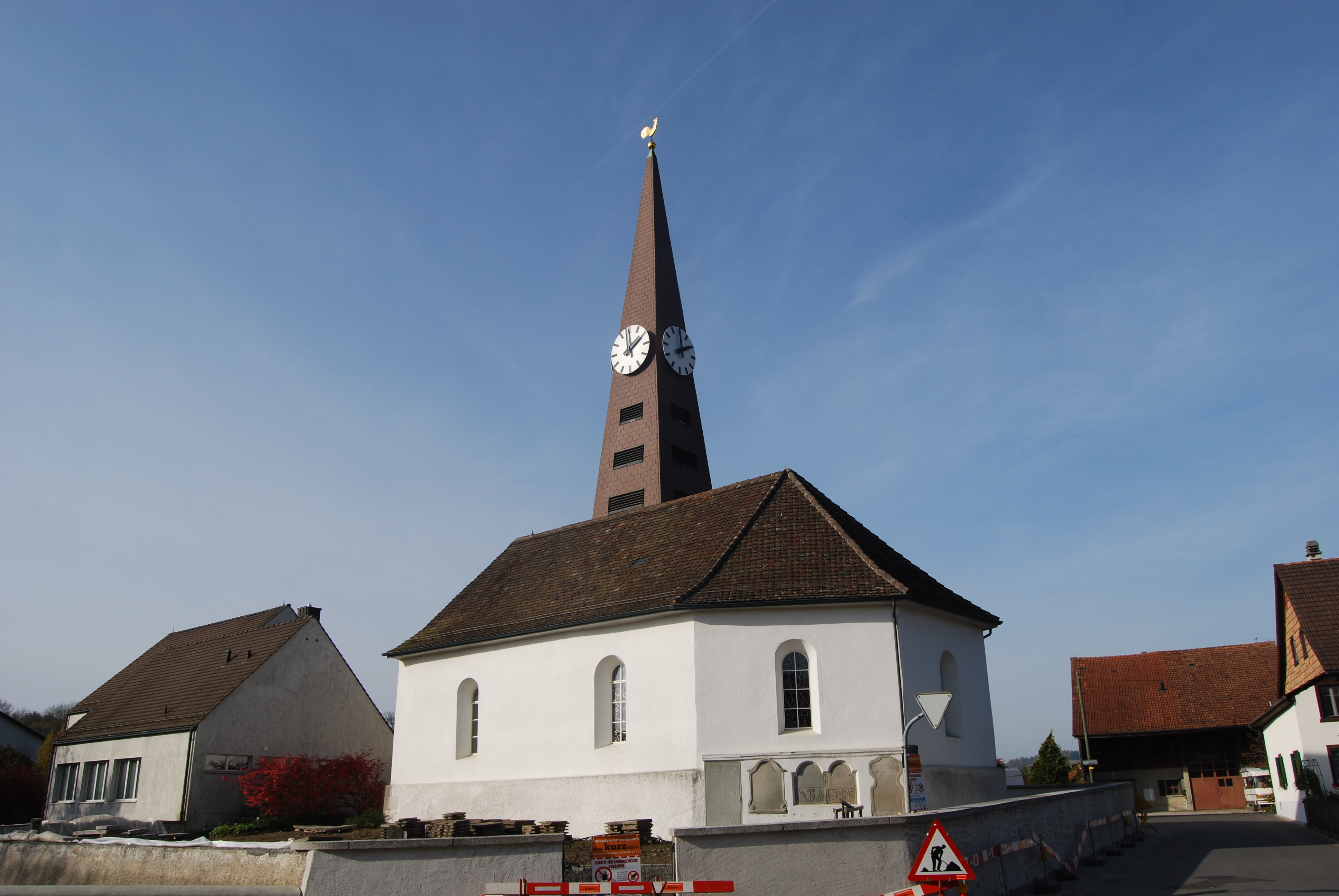
La chiesa riformata

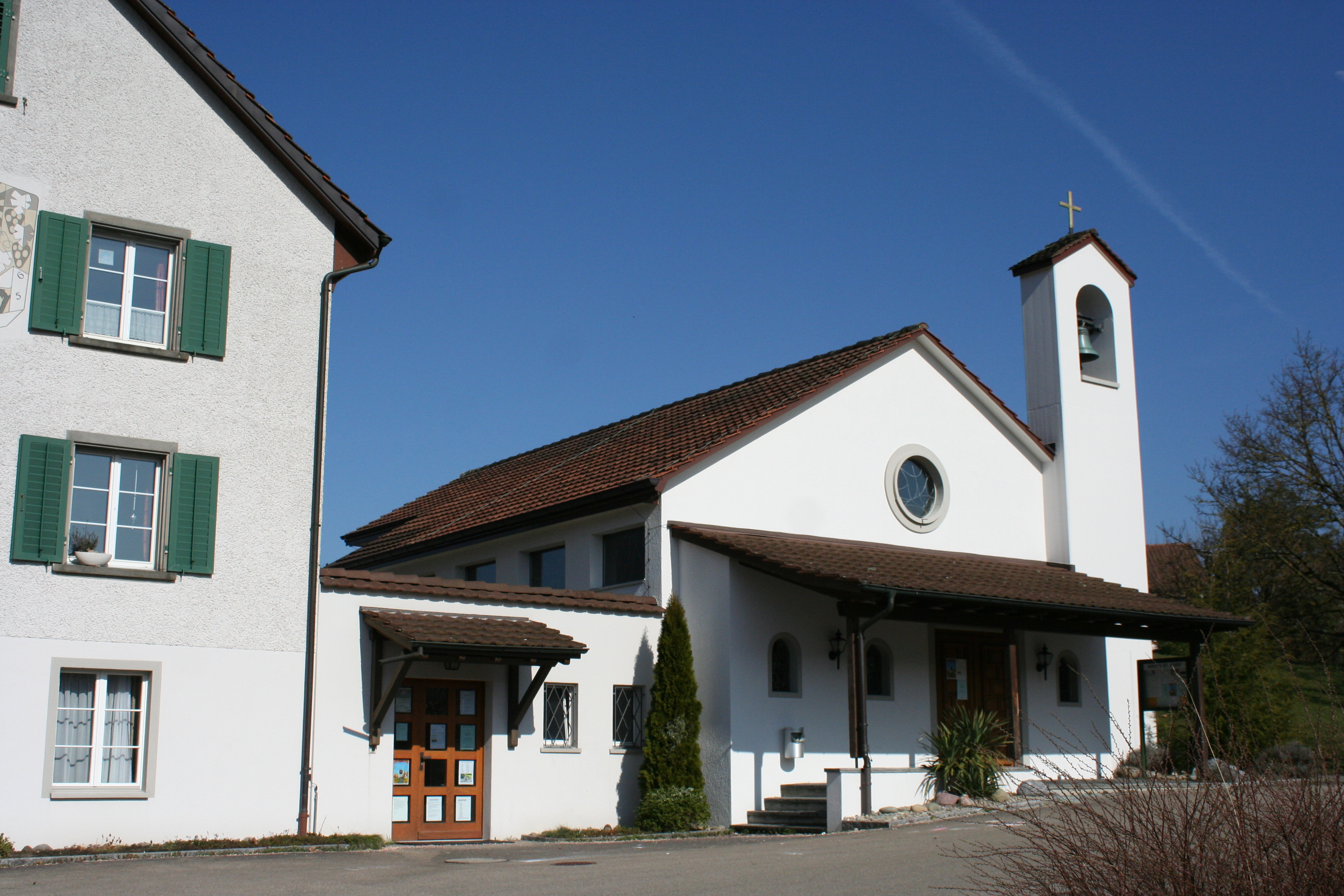
La chiesa di San Giuseppe

- Chiesa riformata (già di San Giorgio), attestata dal 1275 e ricostruita nel 1695[1];
- Chiesa cattolica di San Giuseppe in località Sulz, eretta nel 1958[1].

## Società

### Evoluzione demografica
L'evoluzione demografica è riportata nella seguente tabella:
Abitanti censiti

## Infrastrutture e trasporti
Rickenbach è servito dalla stazione di Rickenbach-Attikon sulla ferrovia Winterthur-Romanshorn.

## Amministrazione
Ogni famiglia originaria del luogo fa parte del cosiddetto comune patriziale e ha la responsabilità della manutenzione di ogni bene ricadente all'interno dei confini del comune.